# Groty Dziesięciu Tysięcy Buddów

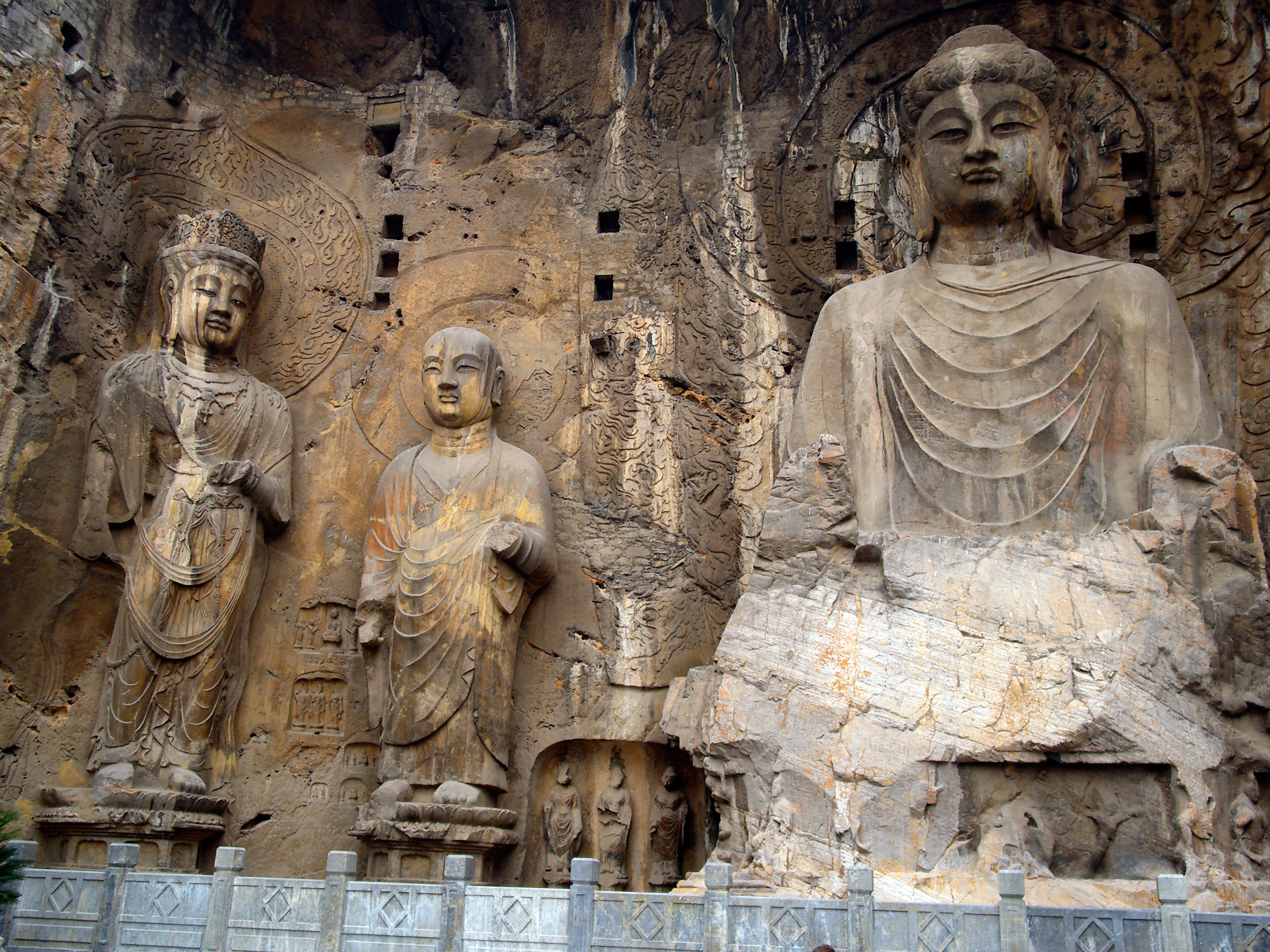
Posągi Buddy w Longmen Shiku

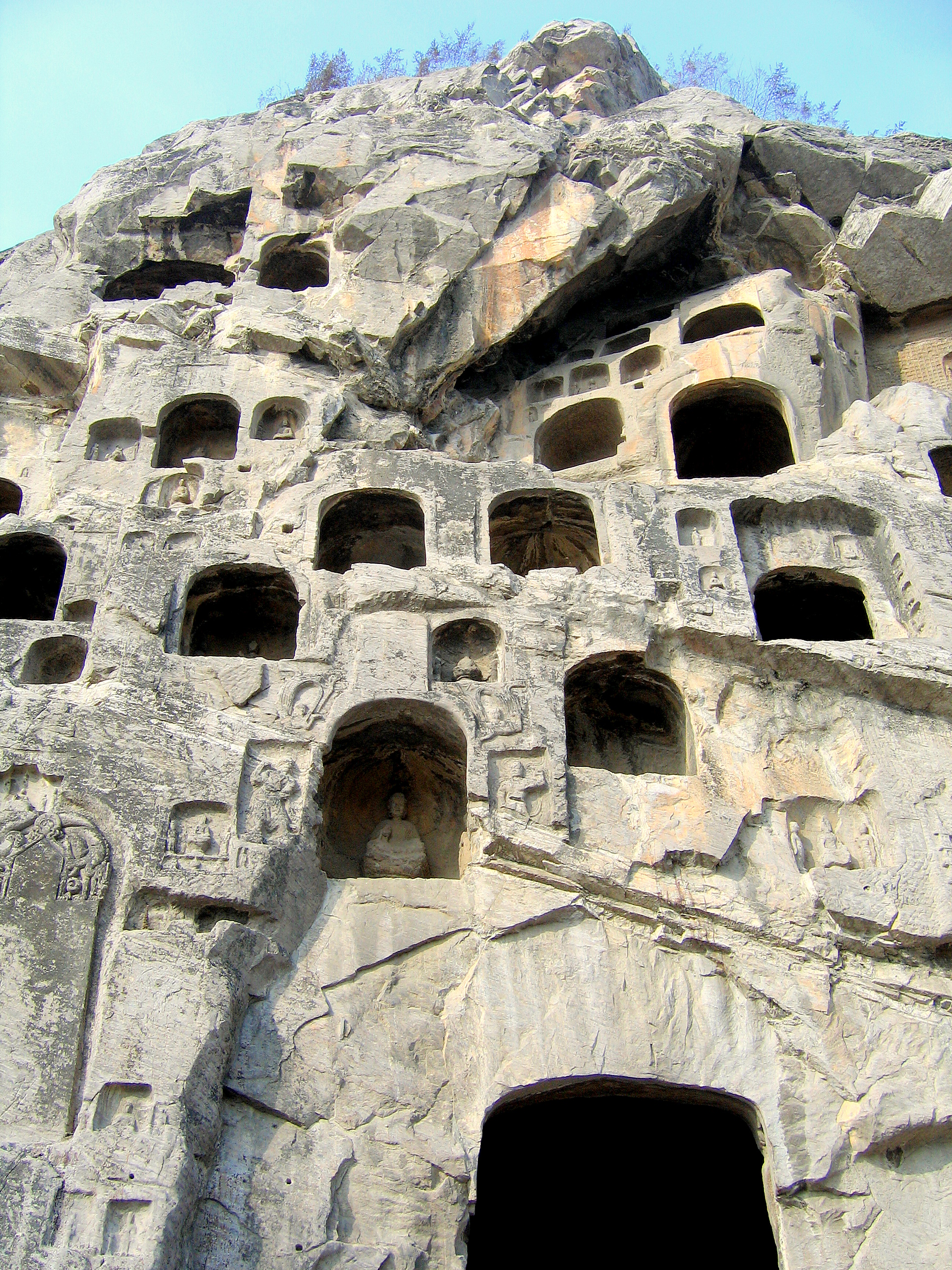
Nisze naskalne

Groty Dziesięciu Tysięcy Buddów, także Jaskinie Smoczych Wrót (chin. upr. 龙门石窟, chin. trad. 龍門石窟, pinyin Lóngmén Shíkū) – jedna ze świątyń wykutych w wapiennych skałach ciągnących się wzdłuż rzeki Yi He, w pobliżu miejscowości Longmen we wschodnich Chinach. Świątynie w Longmen poświęcone są Buddzie, indyjskiemu księciu, którego nauki stały się podstawą buddyzmu.
Prace rzeźbiarskie w jaskiniach Longmen zaczęły się w 494 roku, gdy cesarz Xiaowen z Północnej dynastii Wei przeniósł stolicę państwa do miasta Luoyang w prowincji Henan. Jaskinie leżą w odległości 12 kilometrów od Luoyang, które jest dziś wielkim miastem. Na ścianach znajdują się tysiące małych figurek Buddy, od których jaskinia wzięła swą nazwę. Posążki te wykonane są w technice płaskorzeźby. Małym Buddom towarzyszą muzycy grający na fletach, cymbałach, harfach i innych instrumentach. Miękki wapień pozwalał na bardzo szczegółowe ukształtowanie postaci. W jaskini znajduje się także duży posąg Buddy w towarzystwie czterech uczniów. 
W latach 1915–1916 władze miasta oceniły, że groty zawierają 97306 figur buddów. Jednak ostatnie liczenie wykazało, że jest ich 142289.
Dla historyków największe znaczenie mają inskrypcje, niektóre datowane, towarzyszące wyobrażeniom buddów i bodhisattwów. Wynika z nich, że najbardziej aktywne okresy kreatywności w grotach to lata 500–530 i 650–710. Pierwszy z tych okresów związany był z rozkwitem Północnej dynastii Wei. Drugi – z okresem panowania wielkiej protektorki buddyzmu cesarzowej Wu Zetian. Był to także okres, kiedy chińscy pielgrzymi Xuanzang i Yijing byli aktywni jako tłumacze oraz kiedy tacy wybitni nauczyciele jako Daoxuan, Fazang i Shandao propagowali swoje nauki.
Z ilości wyobrażeń danych buddów i bodhisattwów można zorientować się, który z nich cieszył się największą popularnością, a tym samym był przedmiotem kultu:
| Budda lub bodhisattwa | Datowane | Niedatowane | Razem |
| Amitabha              | 133      | 89          | 222   |
| Awalokiteśwara        | 82       | 115         | 197   |
| Siakjamuni            | 61       | 33          | 94    |
| Maitreja              | 49       | 13          | 62    |
| Ksitigarbha           | 11       | 22          | 33    |
| Bhaiśjadźjaguru       | 3        | 12          | 15    |
| Mahasthamaprapta      | 2        | 3           | 5     |

Najpopularniejszymi byli Amitabha i Awalokiteśwara, których wyobrażenie liczą więcej niż połowę wyobrażeń buddów i bodhisattwów w powyższej tabeli.
Bardzo interesujące dane wynikają z zestawienia ilości wyobrażeń z okresem, w którym zostały stworzone. Wynika z nich, kiedy dany budda czy bodhisattwa cieszył się największym kultem:
| Data | Siakjamuni | Maitreja | Amitabha | Awalokiteśwara |
| 500  | –          | 3        | –        | –              |
| 510  | 14         | 10       | –        | 1              |
| 520  | 11         | 11       | 1        | 3              |
| 530  | 11         | 8        | 6        | 10             |
| 540  | 7          | 3        | 1        | 8              |
| 650  | –          | 2        | 11       | 6              |
| 660  | 5          | 4        | 40       | 18             |
| 670  | –          | 1        | 26       | 5              |
| 680  | –          | 3        | 11       | 7              |
| 690  | 3          | 1        | 15       | 8              |
| 700  | –          | 1        | 9        | 8              |
| 710  | 2          | –        | 6        | 4              |
| 720  | –          | –        | 2        | 4              |

W okresie północnej dynastii Wei zdecydowanie górowali Siakjamuni i Maitreja. Jednak w okresie dynastii Tang najpopularniejszymi stają się Amitabha i Awalokiteśwara. Przyczyną tego było aktywne nauczanie takich mistrzów Szkoły Czystej Krainy jak Daochuo i Shandao.
Inskrypcje dzieli się zwykle na trzy rodzaje, ze względu na ich pochodzenie:
1. Pochodzące od klasy panującej (np. rodziny cesarskiej), urzędników i intelektualistów
2. Pochodzące od religijnych stowarzyszeń pod kierownictwem pewnych mnichów
3. Pochodzące od mnichów i mniszek będących przywódcami społeczności buddyjskiej w Luoyangu.

Jaskinie skalne przestano rzeźbić w IX wieku, wraz z końcem dynastii Tang.
W 2000 roku jaskinie w Longmen wpisano na listę światowego dziedzictwa UNESCO.